# Adeonella confusanea
Adeonella confusanea är en mossdjursart som beskrevs av Hayward och Cook 1983. Adeonella confusanea ingår i släktet Adeonella och familjen Adeonellidae. Inga underarter finns listade i Catalogue of Life.